# Cud nad Wisłą (wyścig kolarski)
Cud Nad Wisłą – międzynarodowy, jednodniowy wyścig kolarski odbywający się na terenie województwa mazowieckiego, wchodzący w skład Pro Ligi i figurujący w kalendarzu UCI.
Pierwsza edycja odbyła się w 1991 roku. Wyścig rozgrywany nieregularnie, organizowany dla uczczenia rocznicy Bitwy Warszawskiej odbywa się 15 sierpnia z metą w Radzyminie, od 2011 roku należy do cyklu UCI Europe Tour i posiada kategorię 1.2.